# Вон-Романе
Вон-Романе́ (фр. Vosne-Romanée) — коммуна во Франции, находится в регионе Бургундия. Департамент коммуны — Кот-д’Ор. Входит в состав кантона Нюи-Сен-Жорж. Округ коммуны — Бон. Код INSEE коммуны — 21714.

## Виноградники
В пределах административных границ коммуны расположен виноградник площадью 1,8 га, принадлежащий винодельне Domaine de la Romanée-Conti, единственному производителю вин апеласьона Романе-Конти. Небольшой принадлежавший в старину монахам участок земли, называвшийся тогда просто «Ле Клу» (Le Cloux — «гвоздик», «шпилька»), был выкуплен у аббатства в 1631 году и затем переименован в Романе; в 1760 году знаменитый уже тогда виноградник приобрёл за 8 тысяч ливров принц де Конти, что отразилось в его названии. Винодельня Романе-Конти производит сухие красные вина, считающиеся самыми дорогими не только среди бургундских вин, но и молодых вин в мире вообще. В 1866 году жители Вона обратились к правительству с просьбой добавить к названию их села название знаменитого виноградника Романе. Так образовался нынешний топоним.
Возле селения расположен ещё один виноградник экстра-класса, относящийся к апеласьону Ришбур. Вина с этого виноградника изобиловали ещё в погребах Людовика XVI. Во время распродажи, устроенной революционерами в 1791 году, этот виноградник ушёл с молотка за 38,1 тысяч ливров (оказавшись одним из самых дорогих во Франции). В 2015 году вино с этого участка, выпущенное виноделом Анри Жайе, на какое-то время обошло вина Романе-Конти в качестве самого дорогого напитка в мире.

## Население
Население коммуны на 2010 год составляло 415 человек.
| 1962 | 1968 | 1975 | 1982 | 1990 | 1999 | 2010 |
| ---- | ---- | ---- | ---- | ---- | ---- | ---- |
| 658  | 654  | 613  | 530  | 464  | 460  | 415  |

## Экономика
В 2010 году среди 247 человек трудоспособного возраста (15—64 лет) 187 были экономически активными, 60 — неактивными (показатель активности — 75,7 %, в 1999 году было 78,0 %). Из 187 активных жителей работали 175 человек (89 мужчин и 86 женщин), безработных было 12 (9 мужчин и 3 женщины). Среди 60 неактивных 26 человек были учениками или студентами, 23 — пенсионерами, 11 были неактивными по другим причинам.